# 화웅
화웅(華雄, ? ~ 191년 음력 2월)은 중국 후한 말의 무장으로 양인 전투에서 전사하였다.

## 생애
초평 원년(190년) 동탁의 전횡에 대항하여 발해태수 원소를 맹주로 반동탁 연합군이 결성됐다. 그 일원인 손견은 하남윤 양현(梁縣, 지금의 허난성 루저우시)에서 목숨을 잃을 뻔할 정도로 패하였다가 이듬해 2월(음력) 흩어진 군사를 수습하고 다시 양인(陽人)으로 진격하였다. 동탁은 호진을 대독호(大督護), 여포는 기독(騎督), 기타 무장들은 그 아래 도독(都督)으로 삼아 요격시켰는데 화웅은 도독 중 한 명이었다. 호진과 여포는 서로 반목하여 패주했고 화웅은 다른 군인들과 함께 효수당하였다.

## 삼국지연의
사서가 아닌 소설 《삼국지연의》에서는 비중이 크게 늘어났다. 키 9척에 맹수 같은 몸으로 반동탁 연합군과의 서전인 사수관 전투의 지휘관으로 등장한다. 포신의 아우 포충, 손견의 수하 조무, 원술의 부장 유섭, 한복의 부하 반봉을 베는 등 무용을 자랑하다가 관우에게 죽는다. 관우가 나서기 전 조조가 따라준 술이 채 식지도 않았다는 묘사를 더하였다.

## 같이 보기
- 삼국지 인물 목록

## 참고 문헌
- 《삼국지》46권 오서 제1 손견